# 데스 로 레코드

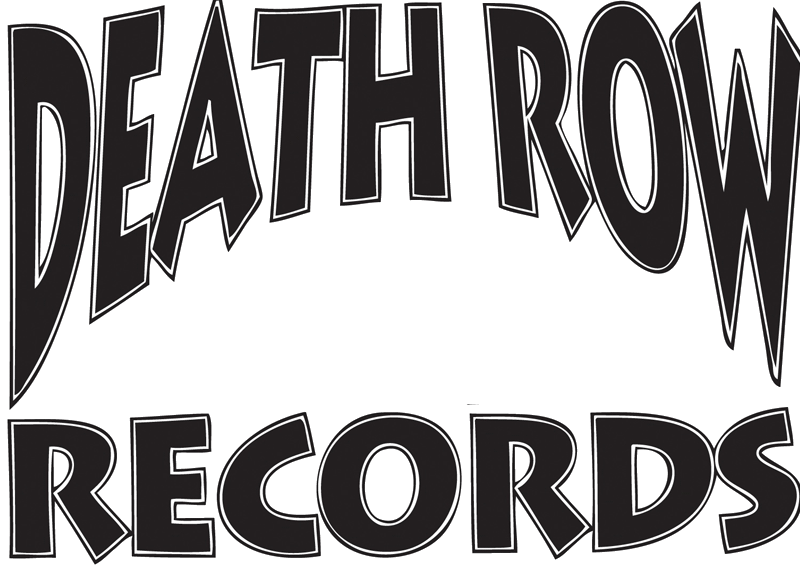

데스 로우 레코드(Death Row Records)는 미국의 힙합레이블이다. 1991년 슈그 나잇과 닥터 드레에 의해 설립됐으며, 웨스트 코스트의 거물급 랩퍼들이었던 투팍, 스눕 독, 닥터 드레, 더 독 파운드, 워렌 G 등이 소속되어 있었으며, 2000년대 초반에는 여성 걸 그룹 TLC의 멤버 레프트 아이 역시 소속돼 있었다. 1990년대 초, 중반 가장 성공한 음악레이블 중 하나였다. 현재까지 약 레이블에서 발매한 앨범 판매량은 무려 1000만 장을 넘었다.

## 설립 배경
1980년대 후반, 랩퍼이자 프로듀서인 닥터 드레는 갱스터 힙합 그룹인 N.W.A의 멤버였다. 그와 같은 그룹 멤버인 Eazy-E는 닥터 드레의 능력을 알고 자신의 레이블인 루스레스 레코드로 영입시킨다. 드레는 소속 당시 레이블의 솔로 랩퍼 기대주였고, 이에 따라 회사는 드레를 많이 압박시켰다. 이에 실증난 드레는 Eazy-E에 대해 감정이 상해버렸고, 때마침 같은 그룹 멤버이며, 랩퍼였던 아이스 큐브역시 N.W.A의 매니저이자, 루스레스 레코드의 최고경영자였던 "제리 헬러"와 비슷한 이유로 불화가 생긴다.
때마침 슈그 나잇은 드레와 드레와 같은 레이블 멤버였던 더 디오씨, 미켈를 설득시켜 자신의 회사에 멤버가 되어 달라고 하고, 수락한다.당시 슈그 나잇은 바닐라 아이스라는 힙합스타의 매니저 역할을 했었으며, 그의 곡 "Ice Ice Baby"라는 곡 역시 프로듀싱했다.슈그 나잇은 자신만의 독자적인 회사를 설립하고 싶어했고, 당시 드레와 더 디오씨 등의 랩퍼들의 상황을 안 그는, 드디어 캘리포니아에 데스 로 레코드를 설립한다.

## 설립과 성공

### 설립 초기: 1991년 ~ 1993
슈그 나잇이 1991년에 회사설립을 한 후 이어서, 랩퍼 더 디오씨가 레이블을 지원해줬다.1991년 닥터드레와 아이스 큐브가 루더레스 레코드와 정식적으로 탈퇴하고, 닥터드레는 이곳에서 작업을 시작한다. 그의 첫 작업은 영화 《딥 커버》에 사운드트랙을 프로듀싱하는 것으로 시작했다.그는 영화 사운드트랙 제작은 물론 자신이 픽업 시키고 키웠던 어린 랩퍼 스눕 독을 오버그라운드에 데뷔시킨다.작업은 드레의 첫 솔로작인 《The Chronic》으로 이어졌다.이 앨범의 대부분의 피쳐링진이 스눕 독이었으며, 앨범은 그야말로 히트했다. 앨범은 300만 장 이상 팔렸고, 빌보드랩차트에서 1위를 했다.또한 전에 불화로 이미 사이가 틀어졌던 랩퍼 Eazy-E에 대한 디스곡도 수록했었기 때문에 더더욱 인기가 높았다.
앨범은 단지 성공만 한 것이 아니라 거기에다 새로운 장르인 지 펑크라는 새로운 힙합장르를 개척했다.
1993년 스눕 독또한 피쳐링으로 얻은 인기를 이어가 또하나의 G-Funk'명반 《Doggystyle》을 발매하며 지 펑크/갱스터 힙합장르를 이어나갔고, 이 앨범 역시 빌보드 200에서 1위를 했으며, 약 300만장 이상을 팔아들였다.닥터 드레의 《Chronic》과 스눕 독의 《Doggystyle》은 힙합명반이라 칭해지고 있고, "역사상 가장 위대한 앨범 100선"에 자주 링크되는 랩 앨범들이다.

### 전성기: 1994 ~ 1996년
1995년 슈그 나잇의 성공은 높아갔지만, 사실상 곤란한 문제도 많았다. 슈그나잇의 동료들은 대부분 갱스터이거나 라이더들인데, 그들이 많이 투옥되는 과정에서 슈그나잇 본인이 연류되어 있다는 것을 종종 밝혀지곤 했다.이에 할 수 없이 조심스러운 경영태도를 보이는 슈그는 인터스코프 레코드의 최고경영자인 타임 워너를 통해
회사를 인수시킨다. 당시 동부에서는 베드 보이 레코드가 설립, 퍼프 대디를 중심으로 동부의 랩퍼들이 모이기 시작했다.슈그 나잇은 이런 상황을 비판당해 했기 때문에 평판이 좋지 않았었는데, 마침 당시 수감 중이던 랩퍼 투팍을 픽업시키려고 한다.
투팍은 90년대 초부터 두장의 앨범으로 "Brenda's Got A Baby","I Get Around","Keep Ya Head Up","등으로 차트에서 10위권안에 진입한 랩퍼였으며,앨범낼때마다 항상 센세이션을 불러 일으켰고, 랩스타라고 불릴만큼 명성도 괜찮았다.특히 경의로운것은, 투팍이 수감중일 때 발매한 앨범 《Me Against the World》는 빌보드 200에서 1위는 물론,랩/앨범차트에서 1위,핫 랩 싱글 차트에서도 1위를 하는 등 성공을 이어갔고, 싱글들 역시 1위를 이어가며, 인기를 이어가고 있었다.
슈그 나잇은 레이블 관계자들과 함께 당시 상황을 모면하고 더 큰 성공을 잡기 위해 투팍을 보석금을 대주고 픽업시킨다.투팍은 돌아오자마자 작업을 시작했다.당시 투팍 본인 역시 동부의 Notorious B.I.G, 퍼프 대디 등의 랩퍼들과 디스관계였기 때문에, 그들을 몰아내기 위해 준비한다. 그러는 동안 같은해 Snoop Dogg와 커럽, 대즈 딜린저와 함께 웨스턴힙합 그룹팀인 더 독 파운드를 만들어 'Dogg Food'라는 앨범을 냈는데, 이 앨범역시 웨스트코스트 힙합의 명반이자, 약 200만자이 팔린 히트앨범이며, 빌보드 200에서도 1위를 했다.또한 랩퍼 RBX, The Lady of Rage, Danny Boy, DJ Quik, J-Flexx, Sam Sneed, Mark Morrison, MC Hammer, Tha Realest 등에 멤버들을 영입했다.
같은해 투팍은 최초로 2CD인 앨범 《All Eyez On Me》를 발매한다.앨범은 대부분 대즈 딜린저와 조니 제이과 작업했으며,이 앨범은 힙합 역사상 가장 위대한 앨범이 됐다. 앨범에는 네이트 독, 스눕 독, 닥터 드레, 아웃로우즈, E-40, 매드맨, 메소드 맨 등이 참여했으며, 빌보드 200과 랩/앨범 차트에서 1위를 기록하게 된다.앨범이 히트를 치고, 그의 인기와 음악성을 인정받은 그는 레코드 내에서 슈그 나잇과 같이 경영권을 지게 된다.또한 하지만 1996년, 닥터 드레는 음악성이 달라졌다고 하면서 레코드를 떠나 새 레이블인 애프터메스레코드를 설립한다.

### 1996년 ~ 2000년
서부에서 가장 거대해진 Deathrow Record는 동부에 East Deathrow를 세울 계획을 하게 된다. 그리고 동부를 대표하는 레이블 'Bad Boy Record'와 대립하게 된다. 또한 감옥에서 있었던 2pac을 보석금을 주면서 영입하게 되며, 2pac의 동료 힙합그룹'Outlawz'또한 영입하게 된다. 그리고 1996년 2pac의 2CD 앨범 'All Eyez ON me'는 빌보드 앨범, 싱글 등에서 1위를 차지하며'올해의 아티스트'로 주목받게 된다. 미국에서만 600만 장 이상을 팔게 되며, 최고의 힙합 앨범이라는 칭호를 얻게 되며, 데스 로의 사장Suge Knight는 다시 한번 엄청난 양의 돈을 벌게 되며, 이들의 세력은 점점 커지기 시작했다.

## Deathrow vs Bad Boy
Bad Boy Record 또한 만만치 않았다. 1994년에 Notorious B.I.G와 'Lil kim', 'Puff Daddy' 또한 앨범을 발매하며 유명해졌다. 두 레코드는 동부, 서부의 중심이나 마찬가지였다. 특히 2pac은 Bad Boy Record를 모두 욕하며, 사태가 심각해졌는데, 결국은 2pac과 동부힙합그룹Bone thugs n harmony와의 음반작업으로 끝나게 된다.

## 부도와 재설립 이후,
닥터드레가 먼저 레이블을 나가자, Snoop Dogg 또한 닥터드레와 함께 Aftermath Record로 떠나고, 다른 랩퍼들 또한 하나둘씩 나가기 시작했다. 특히 2pac이 총격으로 사망한 이후, 거의 모든 랩퍼들이 레이블을 버리고 나가게 되며, Suge Knight 또한 성폭행죄로 구속됨으로써 잠시 부도가 난다. 그러나 suge Knight이 풀려나 다시 레이블을 재설립했고, Bow Wow가 2000년에 잠시 레이블에 머무르면서 다시 부활했다. 그리고 2pac의 사후 앨범을 Amaru Record와 손을 잡고 작업했으며, 지금 남아있는 가수는 2pac밖에 없다. 지금까지도 2pac의 사후 앨범을 계속 발매 중이다.

## 같이 보기
- 2pac
- Death Row Record의 아티스트